# Pippu
Pippu (比布町, Pippu-chō) est un bourg du district de Kamikawa, situé dans la sous-préfecture de Kamikawa, sur l'île de Hokkaidō, au Japon.

## Géographie

### Démographie
Au 31 mars 2015, la population de Pippu s'élevait à 3 924 habitants répartis sur une superficie de 86,90 km2.